# Dmitri Koblow
Dmitri Sergejewitsch Koblow (russisch Дмитрий Сергеевич Коблов, engl. Transkription Dmitriy Koblov; * 30. November 1992 in Schymkent) ist ein kasachischer Hürdenläuferer, der sich auf die 400-Meter-Distanz spezialisiert hat.

## Sportliche Laufbahn
Erste Erfahrungen bei internationalen Meisterschaften sammelte Dmitri Koblow bei den Jugendweltmeisterschaften 2009 in Brixen, bei denen er im Hürdenlauf den sechsten Platz belegte. 2010 wurde er bei den Juniorenasienmeisterschaften in Hanoi Vierter und schied bei den Juniorenweltmeisterschaften im kanadischen Moncton bereits im Vorlauf aus. 2013 nahm der Student der South Kazakhstan State University an der Sommer-Universiade in Kasan teil und erreichte dort das Halbfinale. 2014 nahm er zum ersten Mal an den Asienspielen in Incheon teil, schied dort aber bereits in der ersten Runde aus. 2015 erreichte er bei den Asienmeisterschaften in Wuhan den fünften Platz und schied bei den Studentenweltspielen in Gwangju im Halbfinale aus.
2016 qualifizierte sich Koblow für die Olympischen Spiele in Rio de Janeiro, bei denen er mit 49,87 s in der ersten Runde aus. 2017 nahm er erneut an den Weltstudentenspielen in Taipeh teil und gelangte im Hindernislauf erneut in das Halbfinale und schied mit der kasachischen 4-mal-400-Meter-Staffel im Vorlauf aus. Zuvor belegte er bei den Asienmeisterschaften in Bhubaneswar den vierten Platz im Einzelbewerb sowie Platz mit der kasachischen Stafette. 2018 nahm er an den Hallenasienmeisterschaften in Teheran teil und gewann dort mit der kasachischen Stafette die Silbermedaille. Ende August folgte bei den Asienspielen in Jakarta der Gewinn der Bronzemedaille mit der gemischten 4-mal-400-Meter-Staffel in 3:19,52 min. 2019 wurde der bahrainischen Staffel dopingbedingt die Goldmedaille aberkannt und die Silbermedaille daraufhin Kasachstan zugesprochen. Zudem wurde er im Einzelbewerb in 50,60 s Sechster. Im Jahr darauf schied er bei den Asienmeisterschaften in Doha mit 51,39 s in der ersten Runde aus. 2023 schied er bei den Asienmeisterschaften in Bangkok mit 50,81 s im Halbfinale aus und verpasste mit der Staffel mit 3:11,70 min den Finaleinzug. Im Oktober schied er bei den Asienspielen in Hangzhou mit 51,13 s im Vorlauf über die Hürden aus und gewann mit der Mixed-Staffel in 3:24,85 min gemeinsam mit Jefim Tarassow, Adelina Sems und Alexandra Saljubowskaja die Bronzemedaille hinter den Teams aus Bahrain und Indien. 2025 wurde er bei den Asienmeisterschaften in Gumi in der Vorrunde über 400 m Hürden disqualifiziert und verhalf der Staffel zum Finaleinzug.
In den Jahren 2015, 2016 und 2018 wurde Koblow Kasachischer Meister im 400-Meter-Hürdenlauf und 2021 wurde er Hallenmeister in der 4-mal-400-Meter-Staffel. Er absolvierte ein Rechtsstudium an der South Kazakhstan State University in Schymkent.

## Persönliche Bestzeiten
- 400 m Hürden: 49,39 s, 19. Juni 2016 in Bischkek
  - 400 Meter (Halle): 48,75 s, 15. Januar 2018 in Öskemen
  - 60 Meter Hürden (Halle): 8,15 s, 15. Februar 2015 in Öskemen